# Interfluve

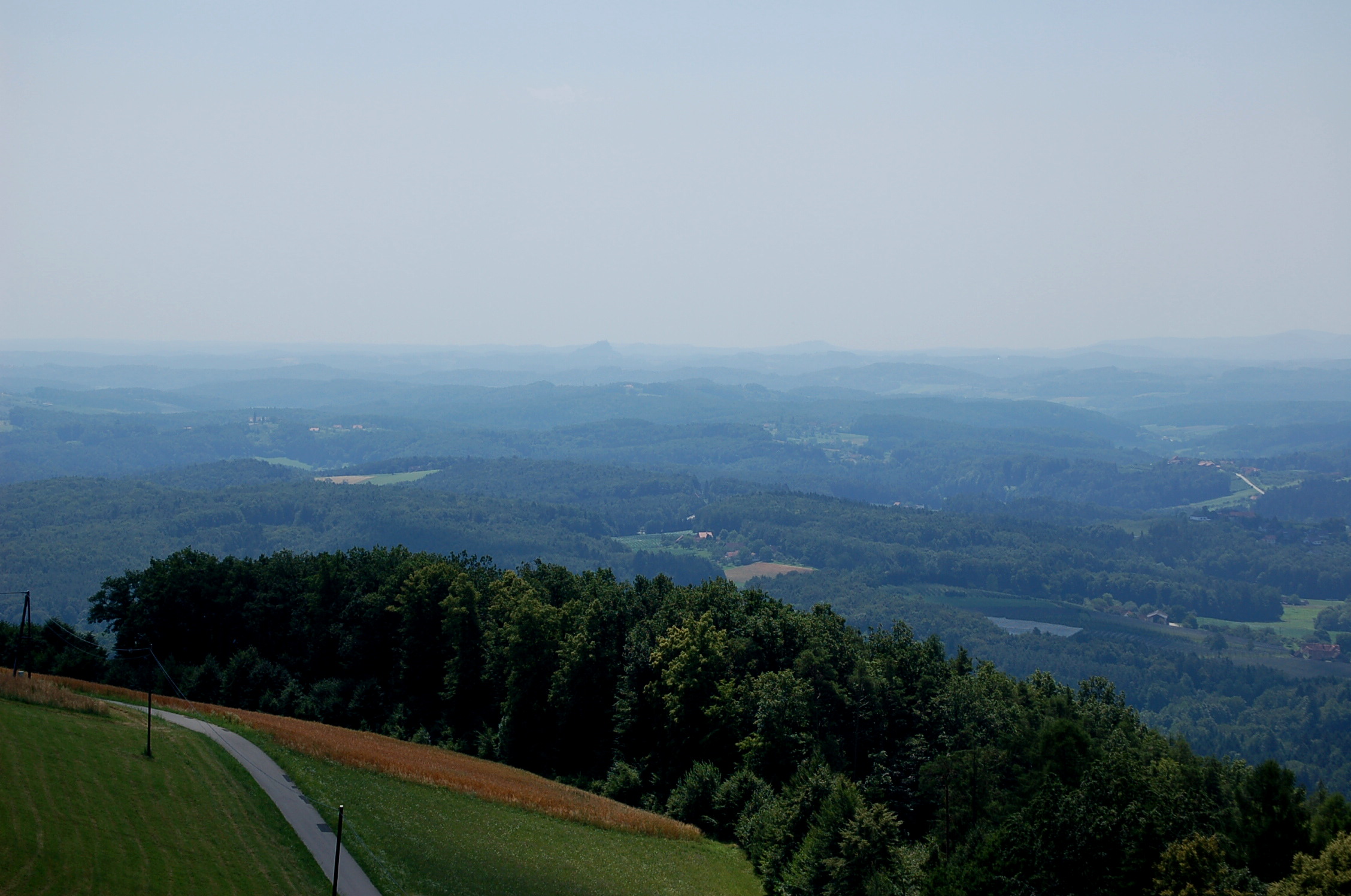
Interfluves en Styrie (Autriche).

Un interfluve est un relief compris entre deux talwegs. Il est constitué de versants, séparés ou non par une surface plane. La crête d'interfluve désigne la ligne où se partagent les eaux de pluie.
Les interfluves représentent la majeure partie du relief terrestre, puisque :
- les talwegs ont une largeur relativement faible : le lit d'un cours d'eau s'inscrit dans un talweg ;
- on appelle « interfluve » toute partie du relief terrestre qui n'est pas un talweg.

## Reliefs
Lorsque l'interfluve correspond à une plaine alluviale dans laquelle deux fleuves se sont « promenés » et ont déposé les argiles et limons qu’ils transportaient, la région devient plane et basse et peut être  parsemée d'un chapelets d’étangs (parfois convertis en réserves naturelles, bases de loisirs) lorsque ces matières premières ont été exploités (argiles pour faire des briques et des tuiles, sables et graviers pour les matériaux de construction). 
Les collines sont en général des interfluves, du moins tant qu'elles ne sont pas des buttes, les serres le sont toujours.